# 川崎市登戸通り魔事件
川崎市登戸通り魔事件（かわさきしのぼりととおりまじけん）は、2019年（令和元年）5月28日に、神奈川県川崎市多摩区登戸新町で発生した通り魔殺傷事件。結果として被害者のうち2人が死亡し、18人が負傷した。被疑者は犯行直後に自殺し、結果的に動機の解明が不可能な事件となった。
川崎通り魔事件とも呼ばれていたが、同市宮前区梶が谷で発生した別の通り魔殺人事件などと区別するため、川崎登戸通り魔事件または登戸通り魔事件と呼ばれている。

## 概要

### 事件発生
2019年5月28日7時45分頃、川崎市の登戸駅付近の路上で、私立カリタス小学校のスクールバスを待っていた小学生の児童や保護者らが近づいてきた男性に相次いで刺された。加害者は、終始無言のまま待機列の後方から駆け足で襲撃した。
最初の襲撃はファミリーマート付近で始まり、加害者は保護者の男性（後に死亡を確認）を背後から刺した。その後、約50メートルを無言で走って移動しながら保護者の女性と児童17人（後に死亡を確認された女児1人を含む）を立て続けに襲撃した。加害者はスクールバスの運転手から「何をやっているんだ」と叫ばれた後、さらに数十メートル移動して自剄に及んだ。襲撃開始から加害者が自ら首を切るまで十数秒程度だった。
事件発生時、付近の公園に居合わせた男性が、刃物を振り回しながら「ぶっ殺してやる」と叫んでいる加害者を目撃している。加害者はバスを待つ小学生の列に近づいて叫んだ後、小学生らを襲撃していったという。事件後、近くに住む男性は最初の現場となったファミリーマートの店先で全身血まみれで仰向けに倒れているスーツ姿の男性を目撃した。また、スクールバスのバス停付近では頸部からの流血がみられる制服姿の女児がうずくまり、他の7、8人の児童は呆然としたり、しゃがみ込んでいた。

### 救急活動
川崎市消防局は28日午前7時44分、事件について警察から連絡を受け、7時54分に川崎市多摩消防署の指揮隊が着き、7時56分に初の「大規模救急出動」（10人以上の負傷者に対応する出動）指令を出した。この指令によって、28台の消防車両が出動した。被害者が多数のため現場には川崎市や横浜市などから16の救急隊が出動して対応し、災害派遣医療チーム（DMAT）がトリアージを行った。トリアージには聖マリアンナ医科大学病院と日本医科大学武蔵小杉病院のDMATも加わり、大人と子供の計2人が黒、4人が赤の判定となった。
聖マリアンナ医科大学病院に加害者と被害者2人、日本医科大学武蔵小杉病院に被害者4人、川崎市立多摩病院と新百合ヶ丘総合病院に被害者各5人が搬送されたが、このうち日本医科大学武蔵小杉病院に搬送された小学6年生の女児と39歳の外務省の男性職員の死亡が確認された（死者は28日時点。加害者を含まず）。

### 被害者
小学6年生の女児と39歳の保護者男性の2人が死亡した。また、16人の女児と1人の男児、保護者女性の1人が上半身を集中して切りつけられるなどして、女児2人と女性が重傷を負った。負傷者のうち、11人が入院した。
死亡した2人の被害者の死因は、男性が出血性ショック、女子児童が首を刺されたことによる失血だった。
本事件で死亡した男性は外務省職員で、ミャンマー大使館での勤務経験があったほか、ミャンマーのテイン・セイン大統領を招いた宮中茶会などにおいて、上皇（当時は天皇）夫妻のミャンマー語通訳を4回務めたことがあった。また、外務省の採用案内で紹介されたこともあった。事件後、河野太郎外相は彼について「ミャンマー語のスペシャリストで、大変優秀な若手だった。本当に残念なことで、ご冥福をお祈り申し上げるとともに、ご家族にお悔やみを申し上げたい」とコメントしたほか、岸田文雄前外相も「外相時代に支えていただいた。痛恨の極みで、心からお悔やみを申し上げる」と述べた。さらに上皇夫妻も29日に河相周夫上皇侍従長を通じて、秋葉剛男外務事務次官に対し、外務省職員の妻への弔意を伝えたことが30日に宮内庁から発表された。殺害された外務省職員は2013年と2016年にミャンマーのアウンサンスーチー国家最高顧問兼外相が日本を訪れた際の通訳を担当しており、スーチーは殺害された外務省職員の妻に追悼の書簡を送った。書簡は2019年5月29日の日付で送られ「日本の友人である大勢のミャンマー人とともに、私自身からも、心からのお悔やみを申し上げます」などと述べて哀悼の意と感謝が示された。また、ミャンマーのチョウ・ティン・スエ国家最高顧問府大臣は2019年5月31日に日本の外務省で河野太郎外相と会談し「日本とミャンマーは非常に近しい友好国。（外務省職員）が亡くなられたことに心よりお悔やみ申し上げます」と述べた。

## 加害者

### 事件発生前後の行動
目撃者によると、加害者（以下、本節ではXとする）は黒のTシャツに黒のジーンズのような服装をしており、スキンヘッドでがっちりとした体形だったという。犯行の直後に自らも刃物で刺し、警察に確保された時点で既に意識不明の状態で搬送先の病院で死亡が確認された。両手に柳刃包丁を持ち襲った他に、リュックからは別の包丁2本も見つかった。現場からは刃渡り約30センチの柳刃包丁、付近にあるコンビニの駐車場にあったリュックサックからは約25センチの文化包丁と約20センチの刺身包丁がそれぞれ見つかっている。神奈川県警はXがさらに襲撃しようとしていた可能性があったとしている。また、着用していたジーンズのポケットからは約10万円の現金がむき出しで見つかったが（財布は身につけていなかった）、金融機関の口座に入金記録はあったが定期的な入金がなかったことから神奈川県警は給与などの定期収入はなかったとしている。Xの親族による相談を受けていた川崎市によると、Xは長期にわたり就労していなかったが、親族が小遣いを与えることがあったとしている。この他、保険証も持っていた。目撃証言によると、Xは当日7時頃に自宅を出て登戸駅まで電車で向かい、そのまま事件現場へ歩いて向かい突然犯行に及んだとみられる。神奈川県警は防犯カメラ映像の解析により、自宅から約15分の位置にある小田急線読売ランド前駅から3駅（6～7分間）の登戸駅までを電車で移動した後、事件現場へ直行したとしている。なお、事件発生時にXが着用していた作業用の黒い手袋は登戸駅で降りた際の映像からは確認されず、直前に凶器である包丁の滑り止めとして着けたとみられる。神奈川県警はXの行動について、スクールバスのバス停が所在していたマンションとコンビニの間にある道路を徒歩で移動し、コンビニの駐車場でリュックサックを下ろした後に襲撃に及んだとしている。
Xは東京都町田市の町田駅前にある大型量販店で現場周辺に残されていた4本の包丁のうち、凶器となった柳刃包丁2本を2019年2月に購入していたとされる。このことから神奈川県警は実行の3か月以上前から襲撃を計画していた可能性があるとみている。Xの自宅を家宅捜索した結果、包丁の空き箱4個のうち2個に量販店のシールがあったことから判明した。リュックサックにあった2本の包丁について警察は目立たないように店をかえて購入したとみている。包丁4本は全て新品だったとみられる。Xは幼少期に両親の離婚などを理由に伯父、伯母に預けられたが、中学校の卒業後に定職に就くことはなく、長期にわたり親族との意思疎通もなく、高齢の伯父らは川崎市の提案で2019年1月にXの部屋の前に手紙を置く形で今後の生活について聞いた。それに対してXは反論し、不快感を示したとされる。このやり取りの後に包丁を購入したとみられるが、襲撃の動機は不明である。
事件4日前の5月24日の朝に駅や現場周辺の防犯カメラにXと似た人物が映っており、下見をして計画的に襲撃したとみられる。Xと似た人物は読売ランド前駅と登戸駅、現場付近の防犯カメラにより確認され、当時は4日後の襲撃時刻にも近かったため児童の姿が確認できたとみられる。Xに似た人物はリュックサックなどを持っていなかった。また、5月24日は事件前の最後のカリタス小学校における通常登校日でもあった。

### 経歴・人物像
加害者Xは1967年（昭和42年）12月生まれで、犯行当時51歳。4歳か5歳の時に両親が離婚しており、父親が親権を持つ。以降、祖父母、伯父夫婦、その実子である従姉兄と暮らすことになるが、程なくして実父は蒸発する。当時からX宅の近所に住む住民によると、Xは幼少期にこの家で差別を受けていたのではないかと証言しており、それを表すものとして、Xが通っていたのは地元の公立小学校であったのに対し、従姉兄が入学したのは本件で犠牲者の出たカリタス小学校であった。こうした経緯から、一部のマスメディアは犯行の動機には伯父一家での扱いに対する積年の恨みがあったのではないかとの憶測を立てた。一方、別の近隣住民は「分け隔てなく育てていたようだ」との印象を持っている。
地元の公立中学校卒業後は、横浜市内の職業訓練校の機械科に進学する。2年間学んだ後に同校が紹介した企業に就職するものの、その頃から町田駅そばの雀荘に入り浸るようになり、そのうち同店で従業員として働き始め、近所に部屋を借りて生活するようにもなった。同店のオーナーだった人物の証言によると、麻雀はかなりの腕前で、自身の金を用いて客と麻雀を打つ“本走”も行い、よく勝っていたという。また仕事に対する責任感も強く、夜中から翌朝10時までの夜番の主任を任されており、営業後はXの部屋に同僚が集まることもあった。雀荘が閉店してからは複数の工場で働いたとみられるものの、事件当時に働いていた形跡はなく、少なくとも10年以上前から仕事に就いていなかったとみられる。
平成2年に祖父を、同9年には祖母をそれぞれ亡くす。Xが幼少期に暮らした伯父夫婦の家に戻ったのはその後とみられ、従姉兄は既に自立し家を出ており、ここからXと伯父夫婦との3人暮らしが始まったとされる。少なくとも平成10年前後から引きこもりの状態になっていったとみられ、近隣住民が時折外出する姿を見かけた程度であった。

#### 直近1年の動き
事件直後に行われた川崎市の記者会見によれば、2017年11月、伯父夫婦は市の精神保健福祉センターに「（自身らが）高齢のため訪問介護を受けたいが、家に引きこもり傾向の、直接の会話がほとんどない状態の親族が同居している。そこに介護スタッフを入れても大丈夫だろうか？」という内容の電話相談をしており、これ以降も、2019年の1月までに電話で6回、面談で8回のやり取りを行ったことを明らかにした。しかし、伯父夫婦が「Xを刺激したくない」との意向を伝えていたため、センター側はその時点でXに直接会う考えはなかったとしている。
2018年に伯父夫婦宅への訪問介護サービスが開始。彼らは近い将来、介護施設へ移ることを念頭に置いていたため、その候補先の見学も行っていた。2019年1月、伯父夫婦は精神保健福祉センターの提案を受けて、Xの部屋の前に「今後自分はどうしたいのか」という趣旨の意思を問いただす手紙を置いたが、それを読んだとみられるXが伯父夫婦の前に姿を見せ、そこで「食事や洗濯、自分のことは自分でちゃんとやっている。それなのに“引きこもり”とはなんだ！」と強い調子で反論したという。これを受けて、伯父夫婦はセンター担当者に「本人の気持ちを聞くことができたので良かった。しばらく様子をみたい」と報告。センター側もそれ以上の働きかけは行わなかった。事件前に伯父夫婦と顔を合わせたのはこれが最後であった。
事件の前年の夏、Xは近隣の40代女性と小さなトラブルを起こしている。この女性によると、ある日の早朝、何度もインターフォンが鳴らされたため、夫が応対すると、Xから突然「お宅の庭から木が道路にはみ出していて、それが目に入った」という趣旨のクレームをつけられたことで口論に発展した。また、犯行当日の朝にこの女性はXと出くわしており、ゴミ出しをしている女性に、Xの方から「おはようございます」と挨拶をし、そのまま立ち去っている。女性はXが挨拶をしてきたことは初めてだったので妙に思ったと証言している。

### 事件後の捜査・刑事処分など
事件翌日、神奈川県警察はX宅を殺人容疑で捜索した。物は少なく整然としており、置かれていたのはテレビと家庭用ゲーム機、そのゲームソフトである『バイオハザード』や『ドラゴンクエスト』など。この他、20年以上前に刊行された雑誌『週刊マーダー・ケースブック』のシャロン・テート殺人事件やパリ人肉事件などを特集した号が捜索の末に見つかったと報じられた。また、飲食店のポイントカードやレンタルビデオ店などの会員証もなく、病院の診察券も20年前に作られたもので、運転免許も未取得であった。更には、スマートフォンやパソコンなどの電子通信機器を所持しておらず、自宅及び自室にはインターネットに接続する環境自体が無かったことも判明しており、これが動機の解明をより困難なものとした。
2019年9月2日、捜査本部による捜査の結果、被疑者死亡のまま横浜地方検察庁に対して殺人罪・殺人未遂罪・銃砲刀剣類所持等取締法違反容疑により書類送検した。これにより捜査は終了することとなった。同年11月8日、横浜地方検察庁は被疑者死亡のまま本件を不起訴とする刑事処分を決定した。

## 事件後の対応
- 事件を受けて安倍晋三内閣総理大臣は28日に小中学生の登下校時の安全確保について国・自治体で連携し早急な対策を講じるよう指示した。また、29日に関係閣僚会議を開く予定である事を談話した[68][69][70]。5月29日以降、事件の起きた多摩区内の各小中学校はじめ[71]、各地で登下校時の見回りが強化された[72][73][74]。
- 黒岩祐治神奈川県知事は事件当日の定例記者会見の冒頭でこの事件に触れ、被害者に哀悼の意を表するとともに「事件の詳細については、まだ不明な部分もありますが、県では、全私立学校に対し、通学路の安全確保など注意喚起の通知を出しました。また、県教育委員会では、川崎市教育委員会と連携し、目撃した児童・生徒がいた場合は、心のケアなど必要な支援を行うとともに、通学時の安全確保について、本日改めて、県立学校及び県内の市町村教育委員会に注意喚起を行いました。さらに、今回の事件の被害者とご家族に対しまして、県の『かながわ犯罪被害者サポートステーション』で、お気持ちに寄り添いながら、必要な支援を行ってまいります」とコメントした[75]。
- 川崎市は事件現場の近隣の小学校にスクールカウンセラーを派遣するなど児童の精神不安対策を開始した[76]。
- カリタス小学校は31日まで休校、系列のカリタス女子中学校・高等学校も29日まで休校になった[77]。また同校は、6月に予定していた岩手県への修学旅行を中止すると発表した[78]。本事件の捜査は継続されるが、容疑者死亡により2019年11月8日、横浜地方検察庁は被疑者死亡のまま本件を不起訴処分とする刑事処分を決定した[4]。
- ひきこもり経験者らが結成した一般社団法人ひきこもりUX会議は、2019年5月31日に声明を発表し「ひきこもり」への偏見の助長の懸念や「犯罪者予備軍」というイメージに苦しめられる「8050問題」への誤解を引き起こすという観点から、事件とひきこもりを短絡的に結びつけるような報道はしないよう報道機関各社に求めた[79]。
- 関西テレビでは事件当時『絶対零度〜未然犯罪潜入捜査〜』（Season3）の再放送がされていたが[80]、ドラマの中盤から終盤にかけて通り魔事件が物語の主軸になるため、翌日で放送を終了し、代替番組として『奇跡体験!アンビリバボー』[81]、30日から天海祐希主演の『トップキャスター』の再放送となった[82]。

## 事件に対する反応

### 献花

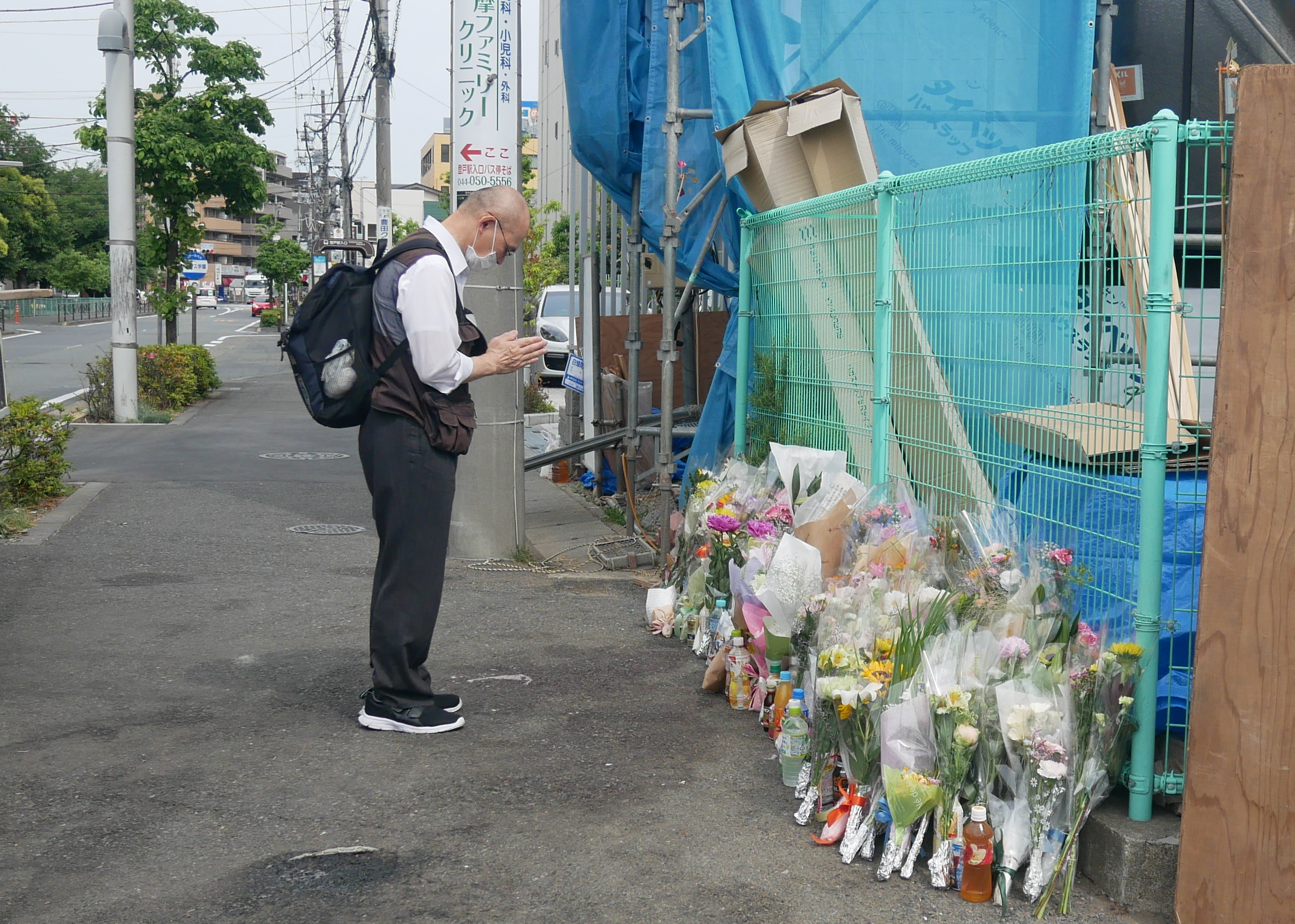
献花の様子

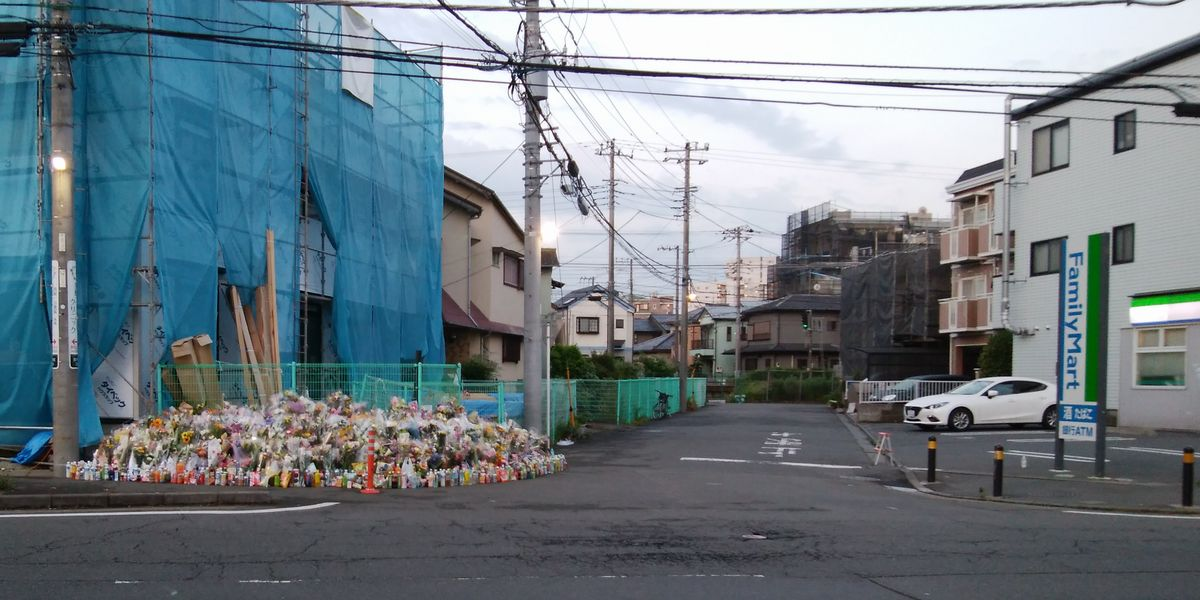
献花場所（5月30日早朝）

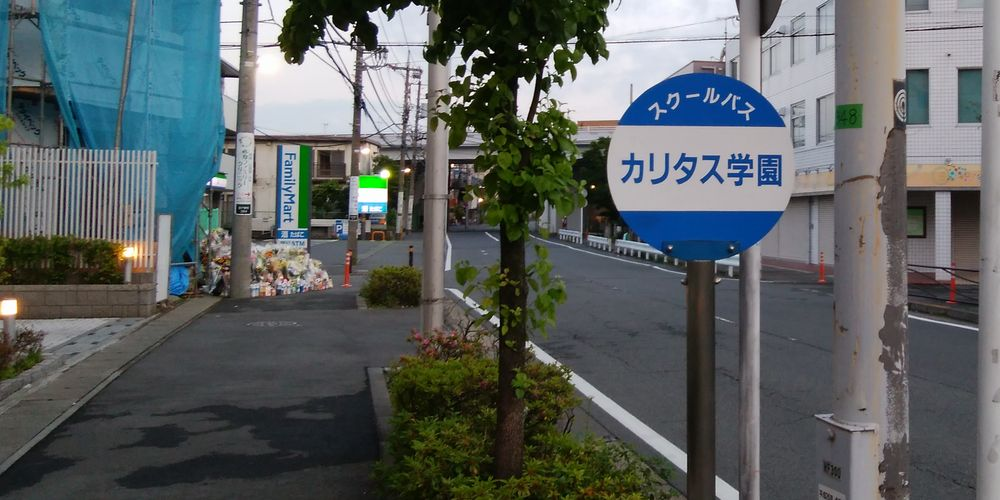
停留所から献花場所を見る（5月30日早朝）

事件後、事件現場近くでは家族連れなどにより献花や祈りが途切れることなく行われた。現場に献花台は置かれていないため、花束や食品などの供え物が歩道に山積みになっており、過度に集積されると交通の妨げとなるため、カリタス小学校の同窓生や近所の住民がボランティアとして現場に出向き定期的に片付けていた。カリタス小学校は、寄せられた花や菓子などは当面は学校敷地に保管するとし、以降はカリタス小学校に献花台を設置する予定と発表した。

### アメリカ大統領によるコメント
事件発生時はアメリカのドナルド・トランプ大統領が来日中で、同大統領は海上自衛隊横須賀基地に停泊していた護衛艦かがの艦上で以下の声明を発表した。
- 英語版ウィキソースに本記事に関連した原文があります：アメリカ合衆国大統領ドナルド・トランプによるコメント

### 卒業生である著名人のコメント
事件に対し、カリタス小学校の卒業生である紺野美沙子や内田嶺衣奈、桜井玲香、英玲奈などが事件への憤りや犠牲者への哀悼の意を示した。

### 日本国外での報道
日本国外のマスメディアであるCNN、BBC、中国中央テレビ、AFP通信、ロイター通信などが速報で事件を伝えたほか、英米の高級紙であるニューヨーク・タイムズ、ワシントン・ポスト、ガーディアンもこの事件について詳細に報道した。

### 関連する事件
事件翌日の5月29日午前7時8分、インターネットの掲示板上で「本日多摩警察署とカリタス学園の周辺で警察官と児童と周辺住民10人以上めったざしにします」という投稿があり、神奈川県多摩警察署は偽計業務妨害の疑いなどで捜査を始めた。模倣犯の可能性もあり、神奈川県警は川崎市多摩区内にある15の小学校や登戸駅、中野島駅周辺などを80人の警察官で警戒した。また、市の職員らも通学路で見守った。
また、本事件から3日後の6月1日、東京都練馬区において、元官僚で農林水産省の事務次官も務めた男性が長男を刺殺した元農水事務次官長男殺害事件が発生。被害者である長男が引きこもりの中年男性である点が本事件の加害者と共通するほか、事件直前に近隣の小学校で行われていた運動会の騒音に対し「うるさい。子供をぶっ殺すぞ」と怒ったことなども本事件を想起させる。殺人の動機について元官僚の男性は「川崎の事件を見ていて自分の息子も周りに危害を加えるかもしれないと不安に思った」という趣旨の供述を行っている。
なおこの事件を受け、短期間でこうした動機による殺人事件まで惹き起こされたことから、根本匠厚生労働大臣は「安易にひきこもりなどと結び付けるのは慎むべきだ」と発言し、当事者団体である「一般社団法人ひきこもりUX会議」も、引きこもりと殺傷事件を安易に紐づける報道について警鐘を鳴らす声明を出した。

### 「一人で死ね」発言を巡る論争
本件は、加害者とは何の利害関係のない多くの人々が死傷した無差別殺傷事件であることから「死ぬなら一人で死ね」という論争が巻き起こった。発端となったのは、事件当日に放送されたTBS系列の生放送情報番組『ひるおび!』における、コメンテーターの落語家・立川志らくによる「死にたいなら一人で死んでくれよ！ということだ。なんで弱い子どものところに飛び込んでくるんだ！信じられない！」という発言である。
この論調に真っ先に異を唱えたのが、社会運動家でNPO法人「ほっとプラス」の藤田孝典代表理事（当時）で、藤田はオーサーを務めるYahoo!ニュースに即座に「川崎殺傷事件『死にたいなら一人で死ぬべき』という非難は控えてほしい」のタイトルを付けて寄稿し「『社会はあなたの命を軽視していないし、死んでほしいと思っている人間など一人もいない』という強いメッセージを発していくべき」「自分が大事にされていなければ、他者を大事に思いやることはできない。社会全体でこれ以上、凶行が繰り返されないように、他者への言葉の発信や想いの伝え方に注意をしてほしい」との反論を行った。
しかし同日、フジテレビ系列で生放送された情報番組『直撃LIVE グッディ!』や、同時間帯放送の読売テレビ『情報ライブ ミヤネ屋』の中でも、出演者らが「社会すべてを敵に回して死んでいくわけですよね。だったら自分一人で自分の命を絶てば済む話じゃないですか（安藤優子の発言）」「自分一人で自殺したらいいんじゃないか、と思うんですけど。なんでこんな幼い子どもを含めて何の罪もない人を巻き込むのか（宮根誠司の発言）」「これから被害に遭った人たちはどうやって、何を頼りに生きていけばいいんだ？だから一人で死ねって言ってるんだ！当然のことだろ！そういうことをいちいちネットで話題にすること自体おかしい。被害者の気持ちになってみろ！（5月30日放送のミヤネ屋での梅沢富美男の発言）」などと怒りを露わにし、SNS上でも同様の反応が相次いだ。
一方で藤田の発言に賛同する声もあり、コラムニストの小田嶋隆は「注意を促した人（藤田氏）は殺人犯を擁護したのではない。不安定な感情を抱えた人々への呪いの言葉になることを憂慮したから、彼はそれを言ったのだ。どうしてこの程度のことが読み取れないのだろうか？」と「一人で死ね」発言を擁護する人への不快感を示し、教育評論家の尾木直樹も「間違っても『どうせ自殺が目的なら他人を巻き込まないで一人で自殺してくれ』的な発言は止めること。加害者同様の孤立状態の人を絶望に追い込み、同様の事件の連鎖を生む可能性が高くなるからです」と呼びかけている。
また、編集者の箕輪厚介は「（自らが）死んでもいいから人を殺すという人は刑罰によって抑えられないからテロリストと同じ無敵の人。社会がこういった人たちを増やしていけば、川崎殺傷事件のような事件は無くならない。一人で死ねというのは一般感情としてはあるが、世の中（社会）としてはそれを言ったらおしまい。これから格差が広がっていく中で『お前はクズだから死んでしまえ』というのは、無敵の人を増やすことに他ならない」と警鐘を鳴らしている。
筑波大学の原田隆之教授は「巻き込むな、死にたいなら一人で死ね」という言葉を前半と後半で分けるべきで、これを一連の言葉として全体で賛成反対を言うから意見がかみ合わなくなるとし、前半の「巻き込むな」については、誰もが賛成であろう正論であるし、後半の「死にたいなら一人で死ね」というのは「正論」ではなく「感情論」であると評した。そして、社会的に孤立し、絶望している人々に向けた言葉としては「巻き込むな、でもお前も死ぬな」というメッセージが必要であると論じた。